# Pelexia laxa
Pelexia laxa es una especie de orquídea de hábito terrestre originaria de América. 

## Descripción
Es una especie de orquídea de un tamaño medio. Tiene hábitos terrestres y son robustas, alcanzando hasta 80 cm de alto. Las hojas hasta 20 cm de largo y 8 cm de ancho, matizadas de amarillo-verdoso; con pecíolo de hasta 23 cm de largo. La inflorescencia hasta 32 cm de largo, multiflora, puberulenta, de color purpúreo pálido, la bráctea floral hasta 20 mm de largo, pubescente, las flores vistosas, verdes a verde pálidas matizadas de rojo.

## Distribución y hábitat
Se encuentra  en México, Guatemala, Belice, Nicaragua, Costa Rica, Colombia, Venezuela, Surinam, Ecuador, Perú, Bolivia, Brasil, [[ Paraguay]] y Argentina en las selvas lluviosas en elevaciones de 200 a 2100 metros.

## Sinonimia
- Stenorrhynchos laxum Poepp. & Endl., Nov. Gen. Sp. Pl. 2: 7 (1836).
- Spiranthes laxa (Poepp. & Endl.) C.Schweinf., Bot. Mus. Leafl. 10: 29 (1941).
- Pelexia curvicalcarata (C.Schweinf.) Garay in ?.
- Spiranthes longipetiolata Rchb.f., Beitr. Orchid.-K. C. Amer.: 67 (1866).
- Spiranthes weirii Rchb.f., Gard. Chron. 1870: 923 (1870).
- Gyrostachys longipetiolata (Rchb.f.) Kuntze, Revis. Gen. Pl. 2: 664 (1891).
- Pelexia maculata Rolfe, Bull. Misc. Inform. Kew 1893: 7 (1893).
- Stenorrhynchos weirii (Rchb.f.) Cogn. in C.F.P.von Martius & auct. suc. (eds.), Fl. Bras. 3(4): 174 (1895).
- Stenorrhynchos lindmanianum Kraenzl., Kongl. Svenska Vetensk. Acad. Handl., n.s., 46(10): 23 (1911).
- Pelexia longipetiolata (Rchb.f.) Schltr., Beih. Bot. Centralbl. 36(2): 431 (1918).
- Pelexia lindmaniana (Kraenzl.) Schltr., Beih. Bot. Centralbl. 37(2): 402 (1920).
- Pelexia weirii (Rchb.f.) Schltr., Beih. Bot. Centralbl. 37(2): 411 (1920).
- Spiranthes curvicalcarata C.Schweinf., Bot. Mus. Leafl. 9: 227 (1941).
- Spiranthes maculata (Rolfe) C.Schweinf., Bot. Mus. Leafl. 10: 30 (1941).[3]